# 奧西奧拉 (阿肯色州)
奧西奧拉（英語：Osceola）是一個位於美國阿肯色州密西西比縣的城市。根據2020年美國人口普查，該地人口為6976人，而該地的面積約為24.40平方千米。該地與布萊西維爾同為密西西比縣的縣治。

## 地理
奧西奧拉的座標為35°42′08″N 89°58′33″W / 35.70222°N 89.97583°W，而該地的平均海拔高度為75米（即246英尺）。